# OpenBGPD
OpenBGPD je svobodná implementace Border Gateway Protokolu verze 4. Daemon vykonávající tuto komunikaci se nejčastěji jmenuje bgpd.
OpenBGPD společně s OpenOSPFD je vyvíjen primárně pro platformu OpenBSD, jehož projektu je součástí a odtud je portován na ostatní platformy. Je široce využíván v různých implementacích hraničních routerů, neboť v současnosti plně pokrývá základní specifikaci protokolu. Díky BSD licenci je možné jej dále bezúplatně distribuuovat či měnit zdrojový kód.
Autory a hlavními osobami implementace OpenBGPD jsou Henning Brauer a Claudio Jeker, OpenOSPFD je udržován i Esbenem Nørby.

## Historie a cíle projektu
Hlavním důvodem nové svobodné implementace protokolu BGPD byla nespokojenost OpenSource komunity s bezpečnostními mezerami v původní implementaci a její nemožnost ji využívat bez licenčních poplatků. Projekt si získal velkou důvěru díky BSD licenci.
Hlavní cíle projektu:
- Bezpečný kód jak jen je možné. Striktní kontroly validace zvláště na vstupní cestě ze sítě, použití chráněních hald (bufferů). Použití separace práv za účelem minimalizace dopadů případných bezpečnostních chyb na hostitelský systém.
- Spolehlivost - terminace procesu obvykle znamená ztrátu všech rout a tudíž síťové dosažitelnosti.
- Štíhlá implementace - dostatečná pro majoritu uživatelů. Projekt se nepokouší implementovat všechna možná rozšíření použití, ale pokrývá základní typickou funkcionalitu.
- Jednoduchá a přesto široce modifikovatelná konfigurace.
- Je kladen důraz na rychlost a na efektivitu práce s pamětí. Daemon bgpd obvykle zpracovává tabulky paměti až s tisíci záznamy.

Základní cíle projektu jsou shodné s cíli projektu OpenBSD, jehož je tento projekt součástí.